# Kappa Pegasi
Kappa Pegasi (κ Peg, κ Pegasi) es un sistema estelar triple, visualmente son separables dos: Kappa Pegasi A y Kappa Pegasi B, ambas están separadas por una distancia media angular de 0,235 segundos de arco y un ángulo de posición de 308º30', descubierto por W. Sherburne Burnham en 1880. Ambas estrellas orbitan cada 11,6 años con un semieje mayor de 0,4 segundos de arco.
La magnitud aparente y conjunta del sistema es de + 4,13, siendo en términos absolutos, la más brillante de ambas, Kappa Pegasi B.
Kappa Pegasi B es a su vez un sistema binario espectroscópico, denominados Kappa Pegasi Ba y Bb respectivamente y se orbitan entre sí en seis días.
Hay un cuarto componente conocido como Kappa Pegasi C, pero que no forma parte del sistema físico en sí, sino que es su posición, obedece a una cuestión óptica.
Tradicionalmente, en la astronomía china recibe el nombre de Jih, que es el nombre que también recibe el Sol y que comparte con la estrella λ librae por su color amarillento.
Jih (Kappa Pegasi B) es una estrella subgigante amarilla de clase espectral F5 IV, es como nuestro Sol, el resto de estrellas del sistema, son de clases espectrales posteriores (anaranjadas).